# Camissonia integrifolia
Camissonia integrifolia är en dunörtsväxtart som beskrevs av John Earle Raven. Camissonia integrifolia ingår i släktet Camissonia och familjen dunörtsväxter. Inga underarter finns listade i Catalogue of Life.